# ボリバル山 (ボリバル州)
『ボリバル山』(英:mountain bolivar、 西:Montaña Bolívar)は、ベネズエラ南東部にあるボリバル州の北部に位置する鉱山。

## 概要
州都・シウダ・ボリバルの約80kmほど南にあるギアナ高地北部の高原に位置する。1947年に発見された鉄鉱山。20世紀に発見された鉱山としては特に重要なものの一つとされる。
主に赤鉄鉱や褐鉄鉱が中心的に取れる。その埋蔵量は2億5000万tとも推定されている。そこでとれた鉱物は、北東に約150km行ったところにあるプエルトオルダスという河港まで鉄道で運ばれ、そこから船で世界各地へ輸出される。

## 歴史
この山が発見されてからしばらくは、アメリカの企業によって開発が進められていた。これは、ボリバル主義というベネズエラ独立戦争の頃の「アメリカ抜きで物事を進めよう」という考え方に対抗したアメリカが進出してきていたためである。当時のアメリカは大きな覇権を握っており、開発は盛んに行われた。輸出路の整備も行われ、大規模な採掘をしていた。
1975年に国有化され国が管理及び統制を行うようになったが、一部の関係者により収奪されてしまい、状況はさほど改善しなかった。鉱山資源や石油によって得られる利益が、一部の富裕層に独占されていたからである。
その改革に乗り出したのがウゴ・チャベス元大統領である。1998年に大統領になると、石油や鉱山資源は「国家に属する」とし、国として統制を強めた。一時期野党や経済団体、アメリカなども巻き込んだクーデターに見舞われるも、これを乗りきって改革に成功し、貧困地区に病院や学校を建てるなどして富の不均衡問題を改善した。